# Wiroditan
Wiroditan is een bestuurslaag in het regentschap Pekalongan van de provincie Midden-Java, Indonesië. Wiroditan telt 3393 inwoners (volkstelling 2010).